# Devalapura, Hospet
Devalapura là một làng thuộc tehsil Hospet, huyện Bellary, bang Karnataka, Ấn Độ.